# Volwassen gebit
Het volwassen menselijk gebit (dentitie) heeft 32 blijvende tanden en kiezen (16 per tandenboog). Per kaak of tandenboog heeft de mens:
- 4 snijtanden (twee centrale en twee laterale snijtanden)
- 2 hoektanden
- 4 premolaren
- 4 molaren
- 2 verstandskiezen

De tanden zijn verticaal symmetrisch verdeeld, met de helft van bovenstaande aantallen aan elke zijde.
Het melkgebit telt slechts 20 tanden. De eerste tanden van het volwassen gebit die zo rond de leeftijd van zes jaar uitkomen zijn de eerste molaren. Ze komen uit net achter de laatste melkmolaren. Er vallen op dat moment nog geen melktanden uit. Pas nadien gaan de eerste melktanden gewisseld worden, namelijk de centrale melksnijtanden en worden dan vervangen door de definitieve snijtanden. Op dat ogenblik spreekt men van een wisselgebit.